# Milena Pavlović
Milena Pavlović (Belgrado, 28 settembre 1972) è un'attrice serba.

## Filmografia parziale
- Underground, regia di Emir Kusturica (1995)
- Država Mrtvih, regia di Živojin Pavlović e Dinko Tucaković (2002)